# (4468) Pogrebetskij
(4468) Pogrebetskij es un asteroide perteneciente al cinturón de asteroides, descubierto el 24 de septiembre de 1976 por Nikolái Stepánovich Chernyj desde el Observatorio Astrofísico de Crimea (República de Crimea).

## Designación y nombre
Designado provisionalmente como 1976 SZ3. Fue nombrado Pogrebetskij en honor al alpinista ucraniano Mikhail Timofejeviĉ Pogrebetskij.